# Нолдор

«Нолдо», один из знаков Тенгвар

Но́лдор (кв. Noldor, то есть «Мудрые»; ед. ч. Но́лдо; в ранних вариантах также Гномы (англ. Gnomes) или Нолдоли (англ. Noldoli)) — в легендариуме Дж. Р. Р. Толкина одно из трёх племён эльфов (эльдар), которые откликнулись на призыв Валар и отправились в Валинор. Потомки племени татьяр, второго племени эльфов, пробудившихся на берегах озера Куивиэнен. В Великом Походе, ведомые своим первым королём — Финвэ, они шли за эльфами-ваниар.
За исключением дома Финарфина, все представители которого были светловолосыми, у нолдор были тёмные волосы и серые глаза. В роду же нолдо Махтана передавался рыже-каштановый цвет волос, крайне редкий для нолдор.
Нолдор, рождённые или жившие в Амане, имели неестественно яркий цвет глаз. Поэтому нолдор, вернувшихся в Средиземье в результате Исхода Нолдор, называли «огненноглазыми».
Поселившись в Благословенной Земле, нолдор стали жадно впитывать все знания Валинора. Именно нолдор придумали первый эльфийский алфавит (тенгвар) и изобрели письмо, первыми научились вырезать по камню и огранять самоцветы. Более всего нолдор общались с Аулэ и Йаванной и были их учениками.
Нолдор — самое великое племя эльфов Средиземья, их деяния воспеты даже в песнях поздних времён.

## Жребий Нолдор
Самым выдающимся из нолдор, создателем Сильмариллов, стал Феанор, сын Финвэ от первого брака. Но зло преследовало всё, что связалось с Мелькором: со временем нолдор сделались беспокойными (вдобавок Мелькор втайне сеял раздоры между родами Феанора и его младших братьев). Двое старших сыновей Финвэ — Феанор и Финголфин — не доверяли друг другу, и это тоже было на руку Мелькору, ненавидевшему нолдор и стремившемуся их погубить. Когда Мелькор похитил Сильмариллы и убил Финвэ, почти все нолдор по призыву Феанора вызвались преследовать его, Валар были против Исхода, но не смели ему препятствовать, поскольку нолдор обвинили их в том, что они держат нолдор в рабстве, а эльфы были как свободны прийти в Валинор, так свободны и уйти:

Скажи это Манвэ Сулимо, Верховному королю Арды: если Феанор не сможет низвергнуть Моргота, по крайней мере он не медлит нападать на него и не сидит в праздном горе. И, быть может, Эру вложил в меня огонь больший, нежели ведаешь ты. По крайней мере, такой вред я нанесу Врагу Валар, что даже могущественные в Кольце Судьбы удивятся, услышав это. Да, в конце концов, они последуют за мной. Прощайте!" 
За неповиновение и братоубийственную резню в Альквалондэ (тэлери не пожелали как-либо помочь нолдор переправиться в Средиземье, и Феанор попытался украсть корабли, что привело к братоубийственной резне) Валар наложили на нолдор проклятие, известное как Жребий Нолдор; как сказано в «Квента Сильмариллион», Мандос изрёк такое пророчество:

…Слёзы бессчётные прольёте вы; и Валар оградят от вас Валинор, исторгнут вас, дабы даже эхо ваших рыданий не перешло гор. Гнев Валар лежит на доме Феанора, и ляжет он на всех, кто последует за ним, и настигнет их, на западе ли, на востоке. Клятва поведёт их — и предаст, и вырвет у них из рук сокровище, добыть которое они поклялись. Всё начатое ими во имя добра завершится лихом; и произойдёт то от предательства брата братом и от боязни предательства. Изгоями станут они навек… За кровь вы заплатите кровью и будете жить вне Амана.

Многие корабли мятежных нолдор потопила Уинен, майа из свиты вала Ульмо.
Согласно концепции Толкина, изложенной им в письме к М. Уолдману, история бегства нолдор из Валинора является историей «падения» эльфов, хотя это не падение в христианском смысле слова: «Не может быть „истории“ без падения — все истории в конечном счёте повествуют о падении».
В Средиземье нолдор поселились в Белерианде и прожили там долгие годы, однако проклятие Валар было неотвратимо, и к концу Первой Эпохи практически все разрозненные государства народа нолдор пали в битвах под ударами Врага. И тогда Валар смилостивились над нолдор и после Войны Гнева позволили им возвратиться и жить в преддверии Амана на острове Тол-Эрессеа. Впрочем, вернулись не все; к примеру, владыки нолдор Галадриэль, Келебримбор и Гил-Галад предпочли остаться в Средиземье, основав здесь собственные королевства.

## Правители Нолдор
Праотцом и первым правителем народа был Тата, вождь племени татьяр, которые в итоге и стали именоваться нолдор. Первым владыкой нолдор был Финвэ, который руководил ими во время похода из Средиземья в Аман и долгое время правил в Валиноре как Верховный Король нолдор. После убийства Финвэ Мелькором ему наследовал его сын Феанор, величайший и могущественнейший из Детей Илуватара, чьей матерью была Мириэль Сериндэ. Впоследствии Феанор пал в неравном бою с балрогами Ангбанда, в битве Дагор-нуин-Гилиат, а верховным владыкой нолдор Средиземья должен был стать его старший сын Маэдрос, однако он, будучи спасённым из плена Фингоном и желая примирения между Домом Феанора и Домом Финголфина, отказался от своего титула в пользу своего дяди Финголфина как старшего из рода Финвэ. Таким образом, после Феанора верховными владыками нолдор Средиземья были короли из дома Финголфина: сам Финголфин, Фингон, Тургон и Гил-Галад.
Финголфин правил нолдор до битвы Дагор Браголлах, во время которой он вызвал на поединок Моргота и был им повержен. Ему наследовал старший сын Фингон, чьё недолгое правление завершилось битвой Нирнаэт Арноэдиад, в которой Фингон был убит балрогом Готмогом. Тогда Верховным Королём нолдор стал Тургон, младший брат Фингона, который до этого правил Гондолином. Но Моргот обнаружил местонахождение Гондолина и отправил войско для его штурма, результатом чего стали падение Гондолина и гибель Тургона, после чего престол принял Эрейнион Гил-Галад, укрывавшийся от врагов на острове Балар.
Последним королём нолдор был Эрейнион, сын Фингона и внук Финголфина, более известный как Гил-Галад, правивший землями Линдона — частью Белерианда, не подвергшейся затоплению во время Войны Гнева. Он откликнулся на призыв Элендила и создал Последний союз эльфов и людей. Победив в сражении при Дагорладе, он вместе с дунэдайн осадил Барад-Дур, но после семилетней осады Саурон вызвал его с Элендилом на поединок, и Гил-Галад пал вместе со своим союзником..
Согласно правилам, Верховным Королём нолдор теперь должен был стать сын Эарендила и правнук Тургона Элронд, но тот отказался от короны и остался править в Ривенделле (хотя и унаследовал от Гил-Галада верховное из Трёх Колец Эльфов). Трон Короля нолдор в Средиземье после этого перестал существовать, и королём стали считать живущего в Валиноре Финарфина.

## Форменос
Форменос — крепость нолдор, которая упоминается в книге Дж. Р. Р. Толкина «Сильмариллион». Она была выстроена на севере Валинора Феанором и его сыновьями, когда они пребывали в изгнании. Там поселились они, король Финвэ, а также верные Феанору нолдор. В её сокровищнице хранились Сильмариллы. Разрушена Мелькором в день, когда угас свет Деревьев; у её ворот был убит Финвэ, единственный, не испугавшийся врага.

## Разработка концепции и критика
В первоначальных вариантах легендариума Толкина нолдор именовались «гномами» («Gnomes»): в представлении Толкина это имя было связано с греческим словом «gnome» («знание»), подчёркивая мудрость и любовь к знанию этого мифического народа. В текстах Толкина характер нолдор является двойственным: с одной стороны, Феанор и его родичи совершают грех, покидая благословенную страну Аман; нолдор одержимы чрезмерной любовью к красивым вещам (в том числе драгоценностям), что является одним из пороков современной цивилизации. С другой стороны, бегство Феанора является благом для мира Арды: нолдор приносят с собой в Средиземье красоту, поэзию; память об их славных деяниях сохранится навеки, что признают и сами валар — Манвэ и Намо. Как указывает Т. Шиппи, образ Феанора (как и народа нолдор в целом), которые стремятся создавать собственные творения, имитируя при этом Творца, носит автобиографический характер. Различные характеры внуков Финвэ подчёркивают заложенное в нолдор высокомерие, отсутствие великодушия: наиболее сдержанными, открытыми и добрыми показаны дети Финарфина — Галадриэль и Финрод, которые являются нолдор лишь на четверть.